# Paraleyrodes pseudonaranjae
Paraleyrodes pseudonaranjae là một loài côn trùng cánh nửa trong họ Aleyrodidae, phân họ Aleurodicinae.
Paraleyrodes pseudonaranjae được Martin miêu tả khoa học đầu tiên năm 2001.